# Rehderodendron gongshanense
Rehderodendron gongshanense là một loài thực vật có hoa trong họ Bồ đề. Loài này được Y.C. Tang miêu tả khoa học đầu tiên năm 1988.